# Resolutie 2110 Veiligheidsraad Verenigde Naties
Resolutie 2110 van de Veiligheidsraad van de Verenigde Naties werd door de VN-Veiligheidsraad unaniem aangenomen op 24 juli 2013 en verlengde de VN-Bijstandsmissie in Irak verder met een jaar.

## Achtergrond
Op 2 augustus 1990 viel Irak zijn zuiderbuur Koeweit binnen en bezette dat land. De Veiligheidsraad veroordeelde de inval nog diezelfde dag middels resolutie 660, en later kregen de lidstaten carte blanche om Koeweit te bevrijden. Eind februari 1991 was die strijd beslecht en legde Irak zich neer bij alle aangenomen VN-resoluties. Het land werd vervolgens verplicht om zich te ontwapenen door onder meer al zijn massavernietigingswapens te vernietigen. Daaraan werkte Irak echter met grote tegenzin mee, tot grote woede van de Verenigde Staten, die het land daarom in 2003 opnieuw binnenvielen. Kort hierop vroeg de door de VS geleide overgangsregering van Irak de Verenigde Naties om hulp bij onder meer het herzien van de grondwet en de organisatie van verkiezingen, en werd de VN-bijstandsmissie in Irak opgericht. In 2004 werd de overgangsregering opgevolgd door een Iraakse interim-regering. In 2005 werd een nieuwe grondwet aangenomen en vonden verkiezingen plaats, waarna een coalitie werd gevormd. In de tussentijd werd het land echter geplaagd door sektarisch geweld en bleven er vele slachtoffers vallen door de talloze terreuraanslagen.

## Inhoud

### Waarnemingen
De Iraakse overheid werd aangespoord de democratie en ordehandhaving te blijven versterken, de veiligheid te verbeteren en te strijden tegen terrorisme en sektarisch geweld. De situatie in het land was verbeterd. Alle gemeenschappen moesten deelnemen aan het politieke proces teneinde de middelen en het land eerlijk te verdelen en tot stabiliteit te komen. Verder was er aandacht voor de humanitaire situatie van belang en moest ongehinderde toegang gegarandeerd worden aan hulporganisaties.

### Handelingen
UNAMI's mandaat werd ongewijzigd verlengd tot 31 juli 2014.

## Verwante resoluties
- Resolutie 2061 Veiligheidsraad Verenigde Naties (2012)
- Resolutie 2107 Veiligheidsraad Verenigde Naties
- Resolutie 2169 Veiligheidsraad Verenigde Naties (2014)
- Resolutie 2233 Veiligheidsraad Verenigde Naties (2015)

Lijst ·  2086 ·  2087 ·  2088 ·  2089 ·  2090 ·  2091 ·  2092 ·  2093 ·  2094 ·  2095 ·  2096 ·  2097 ·  2098 ·  2099 ·  2100 ·  2101 ·  2102 ·  2103 ·  2104 ·  2105 ·  2106 ·  2107 ·  2108 ·  2109 ·  2110 ·  2111 ·  2112 ·  2113 ·  2114 ·  2115 ·  2116 ·  2117 ·  2118 ·  2119 ·  2120 ·  2121 ·  2122 ·  2123 ·  2124 ·  2125 ·  2126 ·  2127 ·  2128 ·  2129 ·  2130 ·  2131 ·  2132